# Volleyball Challenger Cup maschile 2018
La Volleyball Challenger Cup maschile 2018, 1ª edizione dell'omonima competizione maschile di pallavolo, si è svolta dal 20 al 24 giugno 2018 a Matosinhos, in Portogallo: al torneo hanno partecipato sei squadre nazionali e la vittoria finale è andata per la prima volta al Portogallo.

## Qualificazioni
Al torneo hanno partecipato: la nazionale del paese organizzatore, una nazionale nordamericana, qualificata tramite il torneo di qualificazione nordamericano, una nazionale sudamericana, qualificata tramite il torneo di qualificazione sudamericano, una nazionale asiatica e oceaniana, qualificata tramite il torneo di qualificazione asiatico e oceaniano, e due nazionali europee, tutte qualificate tramite l'European Golden League 2018.

## Impianti
|                                                                                   |  |  |
|                                                                                   |  |  |
| Centro de Desportos e Congressos Città: Matosinhos Capienza: - Anno d'apertura: - |  |  |

## Regolamento

### Formula
Le squadre hanno disputato una prima fase a gironi con formula del girone all'italiana; al termine della prima fase:
- Le prime due classificate di ogni girone hanno acceduto alla fase finale per il primo posto strutturata in semifinali, finale per il terzo posto e finale.

### Criteri di classifica
Se il risultato finale è stato di 3-0 o 3-1 sono stati assegnati 3 punti alla squadra vincente e 0 a quella sconfitta, se il risultato finale è stato di 3-2 sono stati assegnati 2 punti alla squadra vincente e 1 a quella sconfitta.
L'ordine del posizionamento in classifica è stato definito in base a:
- Numero di partite vinte;
- Punti;
- Ratio dei set vinti/persi;
- Ratio dei punti realizzati/subiti;
- Risultati degli scontri diretti.

## Squadre partecipanti
| Squadra    | Qualificazione                                      | Ultima partecipazione |
| ---------- | --------------------------------------------------- | --------------------- |
| Cile       | 1ª al torneo di qualificazione sudamericano         | Debutto               |
| Cuba       | 1ª al torneo di qualificazione nordamericano        | Debutto               |
| Estonia    | 1ª all'European Golden League 2018                  | Debutto               |
| Kazakistan | 1ª al torneo di qualificazione asiatico e oceaniano | Debutto               |
| Portogallo | Paese organizzatore                                 | Debutto               |
| Rep. Ceca  | 2ª all'European Golden League 2018                  | Debutto               |

## Torneo

### Fase a gironi
| Girone A   | Girone B  |
| ---------- | --------- |
| Estonia    | Cile      |
| Kazakistan | Cuba      |
| Portogallo | Rep. Ceca |

#### Girone A

##### Risultati
| 20 giugno 2018 Centro de Desportos, Matosinhos Durata: 1h:18 - Spettatori: 1 842 | Portogallo | 3 - 0 | Estonia    | 25-19, 25-16, 25-20        |
| 21 giugno 2018 Centro de Desportos, Matosinhos Durata: 1h:59 - Spettatori: 283   | Estonia    | 3 - 1 | Kazakistan | 25-22, 19-25, 25-19, 25-20 |
| 22 giugno 2018 Centro de Desportos, Matosinhos Durata: 1h:23 - Spettatori: 2 803 | Kazakistan | 0 - 3 | Portogallo | 23-25, 19-25, 16-25        |

##### Classifica
| Pos | Squadra    | Pt | G | V | P | SV | SP | Ratio | PF  | PS  | Ratio |
| --- | ---------- | -- | - | - | - | -- | -- | ----- | --- | --- | ----- |
| 1   | Portogallo | 6  | 2 | 2 | 0 | 6  | 0  | MAX   | 150 | 113 | 1.327 |
| 2   | Estonia    | 3  | 2 | 1 | 1 | 3  | 4  | 0.750 | 149 | 161 | 0.925 |
| 3   | Kazakistan | 0  | 2 | 0 | 2 | 1  | 6  | 0.166 | 144 | 169 | 0.852 |

#### Girone B

##### Risultati
| 20 giugno 2018 Centro de Desportos, Matosinhos Durata: 1h:16 - Spettatori: 523 | Cuba      | 0 - 3 | Rep. Ceca | 19-25, 22-25, 21-25        |
| 21 giugno 2018 Centro de Desportos, Matosinhos Durata: 1h:13 - Spettatori: 346 | Rep. Ceca | 3 - 0 | Cile      | 25-15, 25-17, 25-18        |
| 22 giugno 2018 Centro de Desportos, Matosinhos Durata: 2h:07 - Spettatori: 313 | Cile      | 1 - 3 | Cuba      | 36-38, 22-25, 31-29, 19-25 |

##### Classifica
| Pos | Squadra   | Pt | G | V | P | SV | SP | Ratio | PF  | PS  | Ratio |
| --- | --------- | -- | - | - | - | -- | -- | ----- | --- | --- | ----- |
| 1   | Rep. Ceca | 6  | 2 | 2 | 0 | 6  | 0  | MAX   | 150 | 112 | 1.339 |
| 2   | Cuba      | 3  | 2 | 1 | 1 | 3  | 4  | 0.750 | 179 | 183 | 0.978 |
| 3   | Cile      | 0  | 2 | 0 | 2 | 1  | 6  | 0.166 | 158 | 192 | 0.822 |

### Fase finale
|  | Semifinali | Semifinali | Semifinali |            |           | Finale             | Finale             | Finale             |  |
|  |            |            |            |            |           |                    |                    |                    |  |
|  | Rep. Ceca  | Rep. Ceca  | 3          |            |           |                    |                    |                    |  |
|  | Rep. Ceca  | Rep. Ceca  | 3          |            |           |                    |                    |                    |  |
|  | Estonia    | Estonia    | 1          |            |           |                    |                    |                    |  |
|  | Estonia    | Estonia    | 1          |            | Rep. Ceca | Rep. Ceca          | 1                  |                    |  |
|  |            |            |            |            | Rep. Ceca | Rep. Ceca          | 1                  |                    |  |
|  |            |            | Portogallo | Portogallo | 3         |                    |                    |                    |  |
|  | Portogallo | Portogallo | Portogallo | Portogallo | 3         | 3                  |                    |                    |  |
|  | Portogallo | Portogallo |            |            |           | 3                  |                    |                    |  |
|  | Cuba       | Cuba       | 0          |            |           | Finale 3º/4º posto | Finale 3º/4º posto | Finale 3º/4º posto |  |
|  | Cuba       | Cuba       | 0          |            |           |                    |                    |                    |  |
|  |            |            |            |            |           |                    |                    |                    |  |
|  |            |            |            |            |           | Estonia            | Estonia            | 3                  |  |
|  |            |            |            |            |           | Estonia            | Estonia            | 3                  |  |
|  |            |            |            |            |           | Cuba               | Cuba               | 0                  |  |

#### Semifinali
| 23 giugno 2018 Centro de Desportos, Matosinhos Durata: 2h:07 - Spettatori: 481   | Rep. Ceca  | 3 - 1 | Estonia | 29-31, 27-25, 25-18, 25-21 |
| 23 giugno 2018 Centro de Desportos, Matosinhos Durata: 1h:32 - Spettatori: 1 614 | Portogallo | 3 - 0 | Cuba    | 25-22, 25-21, 26-24        |

#### Finale 3º posto
| 24 giugno 2018 Centro de Desportos, Matosinhos Durata: ? - Spettatori: ? | Estonia | 3 - 0 | Cuba | 30-28, 25-21, 25-16 |

#### Finale 1º posto
| 24 giugno 2018 Centro de Desportos, Matosinhos Durata: ? - Spettatori: ? | Rep. Ceca | 1 - 3 | Portogallo | 25-18, 22-25, 19-25, 16-25 |

## Podio

### Campione
Formazione: 1 Caique da Silva, 2 José Belo, 4 Filip Cvetičanin, 5 Marco Ferreira, 6 Alexandre Ferreira, 7 Januário Silva, 8 José Monteiro, 9 João Simões, 10 Phelipe Martins, 12 Lourenço Martins, 13 Valdir Sequeira, 15 Miguel Tavares, 17 João Fidalgo, CT: Hugo Silva

### Secondo posto
Formazione: 1 Milan Moník, 2 Jan Hadrava, 3 Marek Beer, 4 Donovan Džavoronok, 5 Pavel Bartoš, 6 Michal Finger, 7 Petr Michálek, 11 Petr Šulista, 12 Daniel Pfeffer, 14 Adam Bartoš, 15 Vladimír Sobotka, 16 Jakub Janouch, 17 Adam Zajíček, 20 Vojtěch Patočka, CT: Michal Nekola

### Terzo posto
Formazione: 1 Henri Treial, 5 Kert Toobal, 7 Renee Teppan, 8 Karli Allik, 9 Robert Täht, 10 Silver Maar, 11 Oliver Venno, 12 Kristo Kollo, 14 Rait Rikberg, 17 Timo Tammemaa, 18 Rauno Tamme, 19 Andri Aganits, 20 Mart Naaber, 22 Markkus Keel, CT: Gheorghe Crețu

## Classifica finale
| Pos | Squadra    | Qualificazione                 |
| --- | ---------- | ------------------------------ |
|     | Portogallo | Volleyball Nations League 2019 |
|     | Rep. Ceca  |                                |
|     | Estonia    |                                |
| 4   | Cuba       |                                |
| 5   | Cile       |                                |
| 5   | Kazakistan |                                |